# Opogona anisacta
Opogona anisacta är en fjärilsart som beskrevs av Edward Meyrick 1920. Opogona anisacta ingår i släktet Opogona och familjen äkta malar.
Artens utbredningsområde är Kenya. Inga underarter finns listade i Catalogue of Life.